# Schrödingerův institut
Schrödingerův institut je organizace fungující ve Šluknovském výběžku, která má za cíl poskytnout prostor pro podnětné volnočasové aktivity a snížit tímto způsobem sociální napětí panující v této oblasti České republiky. Má status právnické školské osoby a je vedena jako středisko volného času. 
Dlouhodobým úkolem institutu je výchovou a vzděláváním působit na společnost Šluknovského výběžku, kultivovat ji, zlepšovat mezilidské vztahy a to i napříč rasami a sociálními vrstvami a odstranit znevýhodnění obyvatel žijících ve výběžku. Soustředí se na vzdělání a volný čas, podporuje ze svých zdrojů mnoho aktivit.

## Původní myšlenka
Původní myšlenka přišla od Geoffreyho Canady v roce 1990. V newyorské čtvrti Harlem začal provozovat neziskovou organizaci, která měla pomáhat dětem ze sociálně slabých rodin. V roce 2004 zakládá takzvanou Akademii příslibu (Promise academy), která překonává potíže s financováním i nedůvěrou a postupem času vytváří školu, která se vymyká tamním zvyklostem. Děti v ní tráví dvakrát více času než v obyčejné škole a vyrůstají z nich sebevědomí a slušní mladí lidé, kteří se naprosto vyrovnávají většinové společnosti. 

## Založení institutu ve Šluknovském výběžku
Nápad založit věc na podobném principu dostala trojice dobrodruhů v Arménii. Třem mužům ze Šluknovského výběžku – Pavlovi Brabcovi, Mariánu Matysovi a Jiřímu Čunátovi zkřížil cestu tamní obyvatel. Všechny tři pozval na večeři a nechal je u sebe přespat. Takových příhod je po jejich cestě potkalo vícero a oni začali mít touhu oplácet tyto věci v jejich rodné oblasti. Oficiálně Schrödingerův institut funguje od září 2012.

## Pojmenování
Institut dostal jméno po slavném fyzikovi Erwinu Schrödingerovi, který provedl známý pokus s kočkou a krabicí. Šluknovský výběžek má charakterizovat kočku, která je z půlky živá a z půlky mrtvá. Schrödingerův institut má dokázat oživení „kočky“.

## Fungování institutu

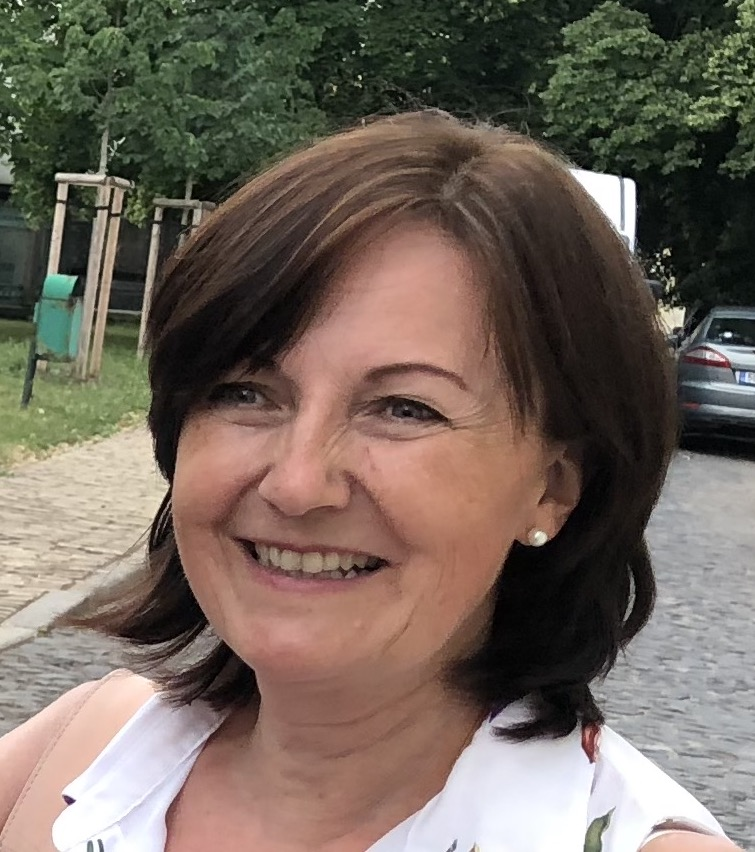
Gabriela Doušová, ředitelka Schrödingerova institutu

První ředitelkou Schrödingerova institutu byla Zuzana Benediktová, kterou o několik měsíců později nahradil Jiří Čunát. V roce 2013 ho vystřídala Gabriela Doušová. Na začátku roku 2014 měl institut přes šest a půl tisíce členů, z toho se dvě třetiny účastní aktivit pravidelně. O tyto členy se starají takzvaní tutoři, těch je okolo dvou set. Tutoři by se dali pojmenovat jako trenéři či vedoucí kroužků, mají za úkol vést jednotlivé činnosti. Nad tutory jsou gestoři, kteří mají pod sebou několik tutorů a dohlíží na jejich činnost, pomáhají po organizační stránce. Dále institut zaměstnává několik technických pracovníků.

## Aktivity
Mezi hlavní odvětví patří Basketbalová akademie Šluknovska, Cyklistická akademie Šluknovska a Hudební akademie Šluknovska. První z nich se soustředí na výuku basketbalu po celém Šluknovském výběžku, druhá jmenovaná se zabývá samotnou cyklistikou a cykloturistikou, pro širokou veřejnost, např. děti z vyloučených lokalit, matky s dětmi, senioři, žáci základních škol, byl ale také v jejím rámci vytvořen tým profesionálních juniorských cyklistů – Schödinger cykling team, který se zúčastňuje celé řady závodů a cyklistických soutěží. 
Hudební akademie se věnuje hudební výchově v masovém měřítku a snaží se podchytit co největší počet zájemců o hru na hudební nástroje, ale také výuce dětí nadaných a talentovaných. Zároveň však poskytuje široké zázemí, ať již poradenské v oblasti hudby, tak i produkční pro mladé začínající umělce a kapely ze Šluknovska. Funguje zde také Múzická akademie, jejímž cílem je podchytit ta odvětví umění, která jsou specifická a určena jen úzkému okruhu zájemců, např. balet, tanec, filmová a foto dílna, výtvarné umění, dramatické umění atd. Dále institut pracuje s aktivními i pasivními seniory, zejména v rámci mezigeneračních projektů.
Poté jsou tu samotní tutoři. Jde například o doučování, výuku jazyků či náboženství, horolezectví, kreativní dílny, tančírnu, florbal, rybaření, judo, jógu, bruslení, volejbal nebo atletiku. 
Schrödingerův institut mimo podpory zavedených aktivit a vymýšlení nových pořádá své vlastní akce větších rozměrů. Šlo například o koncert Ivana Hlase či Luboše Pospíšila nebo o velký sportovní den „Schrödi Sport Day“, Den pro výběžek, Vánoční týden a další. 
Významnou práci institut odvádí i v rámci letních a příměstských táborů, které pořádá pro stovky dětí z celého Šluknovska. Jsou to tábory zaměřené na turistiku, basketbal, hudební tábory, výtvarné tábory, ale také jen příměstské tábory pro děti, tematicky zaměřené dle ročních obdob – Zima, Jaro či Léto s kočkou.
Institut se však také soustředí na výuku dětí v rámci projektu Kočičí akademie a v rámci projektu Mladý truhlář, na péči o děti ze sociálně vyloučených lokalit (např. na sídlišti Kovářská ve Varnsdorfu, či v Jiříkově), na výchovu k základním hygienickým a společenským návykům, ale i na výchovu ve vztahu k přírodě. V této souvislosti získal institut do zápůjčky od města Jiříkova starý a opuštěný hřbitov ve Filipově a zahradu se zahradním domem v Jiříkově, kde se děti učí pěstovat květiny, pečovat o stromy a o přírodu, atd.

## Zázemí
Sídlo institutu se nachází na půdě Biskupského gymnázia Varnsdorf, kancelář institutu sídlí v Rumburku a duchovním a inspirativním centrem Schrödingerova institutu je klášter Kongregace milosrdných sester sv. Karla Boromejského v Jiříkově. Další střediska Schrödingerova institutu jsou na staré katolické faře v Jiřetíně pod Jedlovou, ve Velkém Šenově a v Mikulášovicích.

## Mediální obraz
Mnoho větších médií chápe Schrödingerův institut jako reakci na sociální nepokoje z léta 2011. Samotný institut se objevil například v dokumentu Na Hranici.